# Petit bassin
Pour les articles homonymes, voir Bassin et Pelvis.
En anatomie humaine, le petit bassin correspond à la partie inférieure (caudale) du bassin (pelvis en latin). En effet, le bassin est divisé en grand bassin (aussi dénommé pelvis major) crânialement et petit bassin distalement. Le petit bassin est également appelé pelvis minor ou parfois pelvis vrai. Situé à la partie caudale du tronc, il a la forme et la taille d'un petit bol. Ses rapports sont la cavité abdominale en haut, le périnée en bas, et les articulations coxo-fémorales sur les côtés.
La cavité pelvienne contient des viscères appartenant à l'appareil digestif (rectum), à l'appareil urinaire (vessie et urètre), et à l'appareil reproducteur, qui diffère chez l'homme (prostate et vésicules séminales) et chez la femme (vagin, clitoris, utérus, trompes utérines et ovaires).

## Anatomie

### Ostéologie

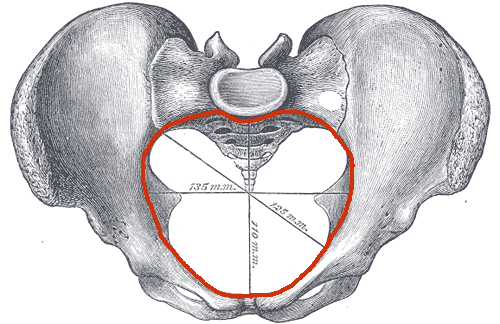
Détroit supérieur (vue supérieure).

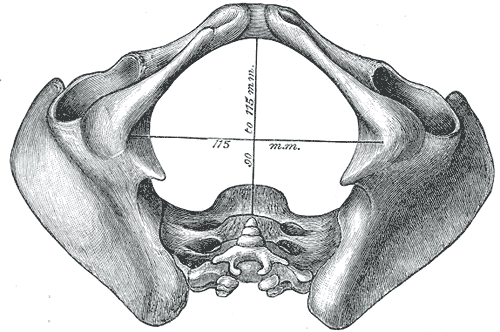
Détroit inférieur (vue inférieure).

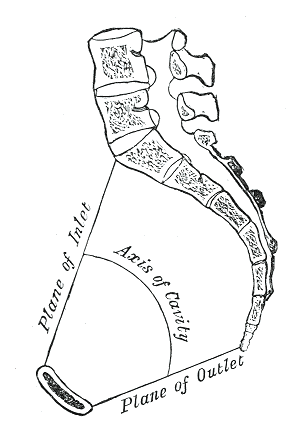
Coupe sagittale médiane du petit bassin.

Le petit bassin est délimité par les quatre os du bassin osseux : 
- les deux parties inférieures des os coxaux en−dessous de la ligne arquée ;
- le sacrum en dessous du promontoire ;
- le coccyx.

Le cadre ostéo-cartilagineux forme deux orifices :
- le détroit supérieur (Apertura Pelvis superior) formé d'avant en arrière, du bord supérieur de la symphyse pubienne, la crête pectinéale, la ligne arquée et le promontoire du sacrum. Il forme, dans un plan fortement oblique en bas et en avant, une figure en forme de cœur chez 50 % des femmes, une forme ovoïde chez 25 % des femmes et une forme triangulaire chez 25 % des femmes et chez la majorité des hommes. La forme la plus favorable à l'accouchement est la forme "cartageux" (en forme de cœur), la moins favorable étant la triangulaire ;
- le détroit inférieur (Apertura Pelvis inferior) formé d'avant en arrière, du bord inférieur de la symphyse pubienne, du bord caudal de l'ischion et de l'extrémité du coccyx.

Le cadre osseux est très important car :
- il sert de transition au support du poids du corps fait au-dessus de lui par la colonne vertébrale et au-dessous de lui par les deux fémurs (et par son contenu aux vaisseaux et aux nerfs allant vers les membres inférieurs) ;
- il limite par le bas le contenu de la cavité abdomino−pelvienne ;
- il permet le passage lors de l'accouchement chez la femme du fœtus (d'où les différences entre le bassin masculin et féminin).

### Myologie
Le petit bassin est fermé caudalement par les muscles du diaphragme pelvien : 
- muscle élévateur de l'anus ;
- muscle coccygien ;
- muscle obturateur interne ;
- muscle piriforme.

### Vascularisation
La vascularisation du pelvis se fait majoritairement par l'artère iliaque interne, accessoirement par l'artère sacrale médiane et exceptionnellement par l'artère iliaque externe et les réseaux veineux qui leur sont associés. Les nœuds lymphatiques sont plaqués contre les lames porte-vaisseaux et remontent le long de l'aorte abdominale.

### Innervation

#### Innervation consciente
Quatre plexus innervent la région pelvienne : 
- le plexus lombaire qui donne entre autres le nerf obturateur qui ne fait que traverser le pelvis ;
- le plexus sacral formé par les rameaux issus de L4 à S3, qui donne entre autres le nerf ischiatique, les nerfs des muscles obturateurs et piriforme ;
- le plexus pudendal formé par les rameaux issus de S2 à S4. Il donne entre autres le nerf coccygien, le nerf des muscles releveurs de l'anus, le nerf pudendal et le nerf anal (destiné aux sphincters) ;
- le plexus coccygien, purement sensitif, qui donne entre autres les nerfs cutanés péri-anaux.

#### Innervation inconsciente
- Parasympathique : issue des rameaux ventraux de S2 à S4. Ils forment à chaque niveaux les nerfs érecteurs, ils apportent toutes les afférences parasympathiques.
- Sympathique : issue de la chaîne sympathique lombaire via le plexus hypogastrique supérieur et le nerf hypogastrique.

Les deux systèmes sympathique et parasympathique se retrouvent ensuite dans une même structure : le plexus hypogastrique inférieur. Ce dernier se retrouve mêlé au fascia pelvien viscéral et plus précisément aux lames sacro-recto-génito-pubiennes.

## Abord médical
L'exploration clinique est possible avec le toucher rectal (complété du toucher vaginal chez les personnes de sexe féminin), l'abord chirurgical est quant à lui plus difficile.